# Edmundo de Lancaster
Edmundo Plantagenet (Londres, 16 de enero de 1245 – Bayona (Francia), 5 de junio de 1296), llamado Crouchback (el de la «Cruz a la espalda», en referencia a la cruz que llevaba detrás en el tabardo cuando participó en la Novena Cruzada), fue un noble y político inglés, I conde de Lancaster.

## Biografía
Fue el segundo hijo varón de Enrique III de Inglaterra y de Leonor de Provenza. Fue nombrado Conde de Chester en 1253, y al año siguiente el Papa Inocencio IV le confirió la corona de Sicilia, cediendo el condado de Chester a su hermano Eduardo. Pero no llegó a tomar posesión efectiva del reino, pues el verdadero rey de Sicilia, Conrado IV de Hohenstaufen, lo ocupó formalmente poco después.
En compensación por el título enajenado a favor de su hermano, se le otorgaron otros territorios, que le fueron expropiados a la familia de Montfort, acusados de traición a causa de la revuelta que ellos capitanearon: conde de Leicester (25 de octubre de 1264), conde de Derby (12 de julio de 1265) y conde de Lancaster (1267), título por el que sería generalmente conocido.

### Matrimonios e hijos
Se casó en la abadía de Westminster, el 9 de abril de 1269, con la condesa Aveline de Forez, de 10 años de edad, y que moriría los 15, en 1274, sin descendencia.
Dos años más tarde, el 3 de febrero de 1276, se casó en segundas nupcias, en la ciudad de París, con Blanca de Artois, reina viuda de Navarra. De este matrimonio nacieron 4 hijos:
- Tomás el Mártir (1280 – 22 de marzo de 1322), conde de Lancaster y Derby en 1296, conde de Lincoln y Salisbury por su boda (1311); casado con Alicia de Lacy, condesa de Lincoln (1281–1348) —el matrimonio fue anulado en 1318, luego que ella fuera raptada por el caballero Richard de St Martin—. Aunque no fue canonizado, se le venera en Inglaterra como tal.
- Enrique (n. castillo de Grosmont, 1281 – muerto de plaga, Leicester, 22 de septiembre de 1348), sucesor de su hermano como conde de Lancaster y Derby.
- María (n. ¿1284? – m. joven).
- Juan (n. 1286 – Francia, 1327), señor de Beaufort y de Nogent Lartauld; casado con Alix de Joinville (m. 1336).

Murió en Francia a los 51 años de edad, siendo sepultado en la abadía de Westminster.